# Bedürfnisanstalt von Walkerburn

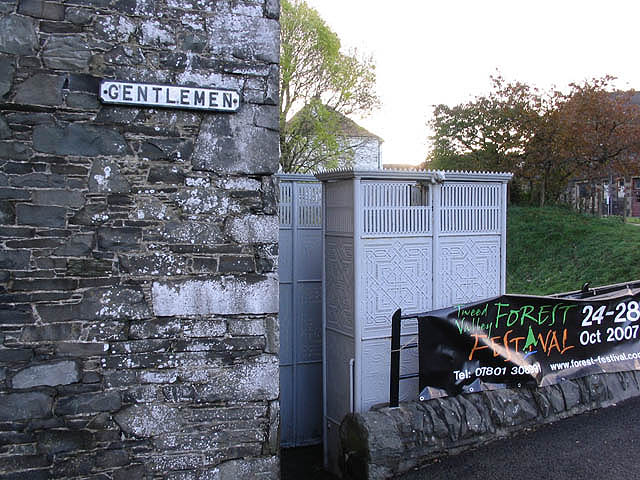
Bedürfnisanstalt von Walkerburn

Die Bedürfnisanstalt von Walkerburn ist eine öffentliche Toilettenanlage in der schottischen Ortschaft Walkerburn in der Council Area Scottish Borders. 1978 wurde das Bauwerk in die schottischen Denkmallisten in der höchsten Denkmalkategorie A aufgenommen.

## Geschichte
Der Textilindustrielle Henry Ballantyne betrieb in der Umgebung verschiedene Textilmühlen. Zur Unterbringung der Belegschaft, gründete er im 19. Jahrhundert die Ortschaft Walkerburn. Mit der Entwicklung der öffentlichen Anlagen gegen Ende des 19. Jahrhunderts wurde um 1897 die WC-Anlage installiert. Ihre Einrichtung wurde als bedeutender Fortschritt für die Ortschaft bezeichnet. 2008 wurde die Anlage in das Verzeichnis gefährdeter denkmalgeschützter Bauwerke in Schottland aufgenommen. 2013 wurde ihr Zustand als schlecht bei gleichzeitig hoher Gefährdung eingestuft.

## Beschreibung
Die Bedürfnisanstalt liegt im Zentrum von Walkerburn an der Galashiels Road (A72), der Hauptverkehrsstraße der Ortschaft. Sie schmiegt sich an einen Bauernhof (Caberston Farm) und liegt damit am ehemaligen Weg der Arbeiter zur Tweedvale Mill. Die gusseiserne WC-Anlage ist aus vorgefertigten Elementen der in Glasgow ansässigen Saracen Foundry zusammengesetzt. Dies weist auch eine Plakette mit der Aufschrift „SARACEN FOUNDRY MACFARLANES PATENT GLASGOW“ aus. Die einzelnen Wandelemente sind vertikal in vier Segmente untergliedert. Während das unterste schmucklos ist, sind die beiden darüberliegenden mit unterschiedlichen Mustern ornamentiert. Das oberste Element ist mit vertikalen Lüftungsschlitzen ausgestattet. Abschließend läuft ein gezahnter Kranz mit dekorativen Wasserspeiern um. Im Inneren befinden sich zwei Urinale, die durch ein gusseisernes Element voneinander abgetrennt sind. In beiden Einheiten weisen Plaketten darauf hin, die Kleidung vor dem Verlassen zu richten („PLEASE ADJUST YOUR DRESS BEFORE LEAVING“).